# Biserica romano-catolică din Slatina-Timiș
Biserica romano-catolică este un monument istoric aflat pe teritoriul satului Slatina-Timiș, comuna Slatina-Timiș, județul Caraș-Severin. Figurează pe lista monumentelor istorice  cod LMI CS-II-m-B-11202.

## Localitatea
Slatina-Timiș este satul de reședință al comunei cu același nume din județul Caraș-Severin, Banat, România. Prima mențiune documentară este din anul 1433, cu denumirea Szlatyna.

## Biserica
Biserica a fost ridicată între anii 1739-1740, de către împărăteasa Elisabeta, soția împăratului Carol al VI-lea al Austriei. A fost terminată și sfințită în anul 1740, înlocuind biserica anterioară, incendiată în timpul războiului cu turcii. Inițial a purtat hramul Sf. Maria, apoi a fost închinată Sf. Arhanghel Mihail. Între anii 1828-1848, în Slatina Timiș a activat ca paroh Pr. Josef Nowak, care a întocmit o istorie a acestei comunități. În Slatina- Timiș trăiesc în prezent circa 1.000 de romano-catolici, majoritari în sat, față de românii ortodocși și cei care au îmbrățișat diferite culte neoprotestante.

## Imagini

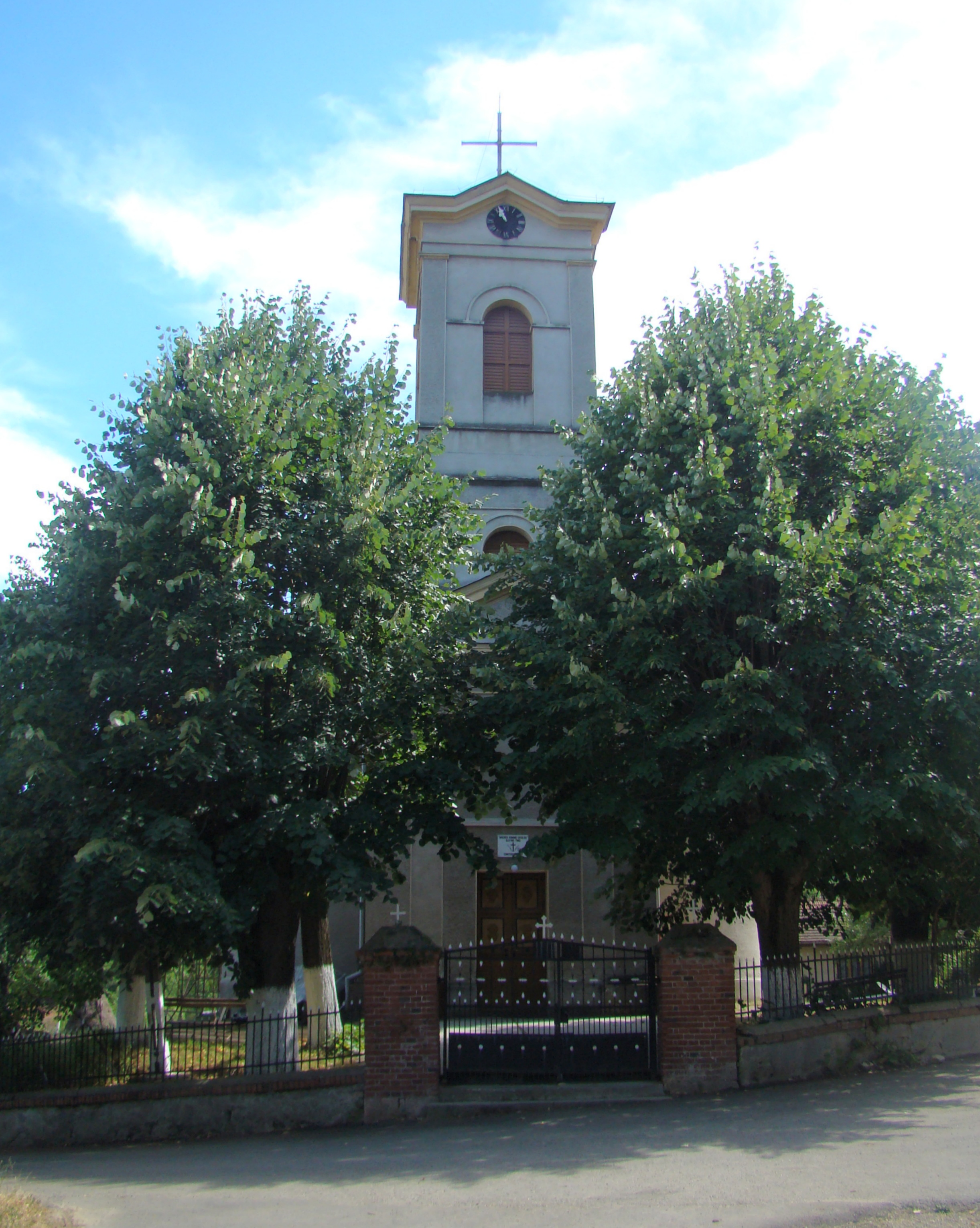
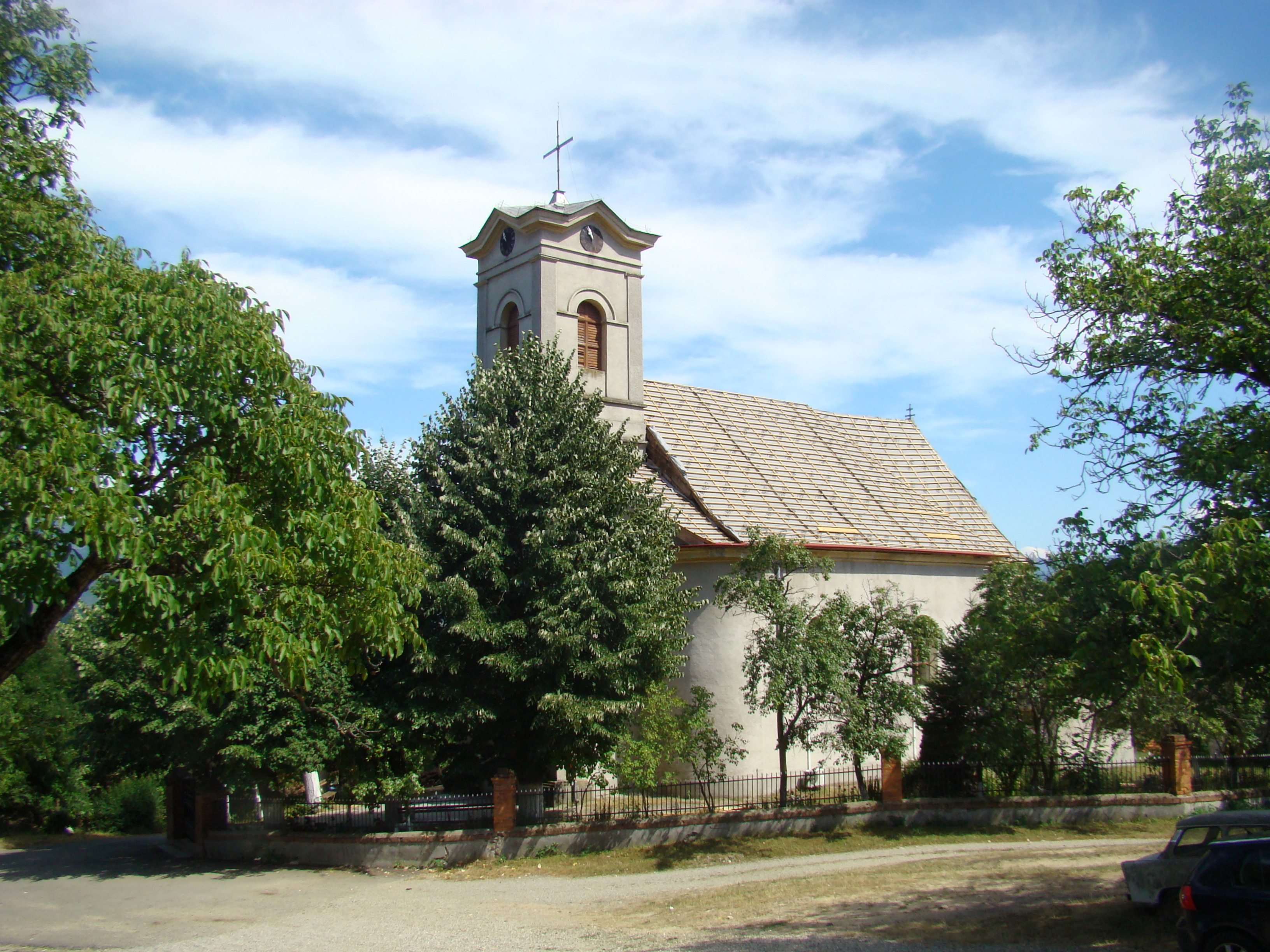
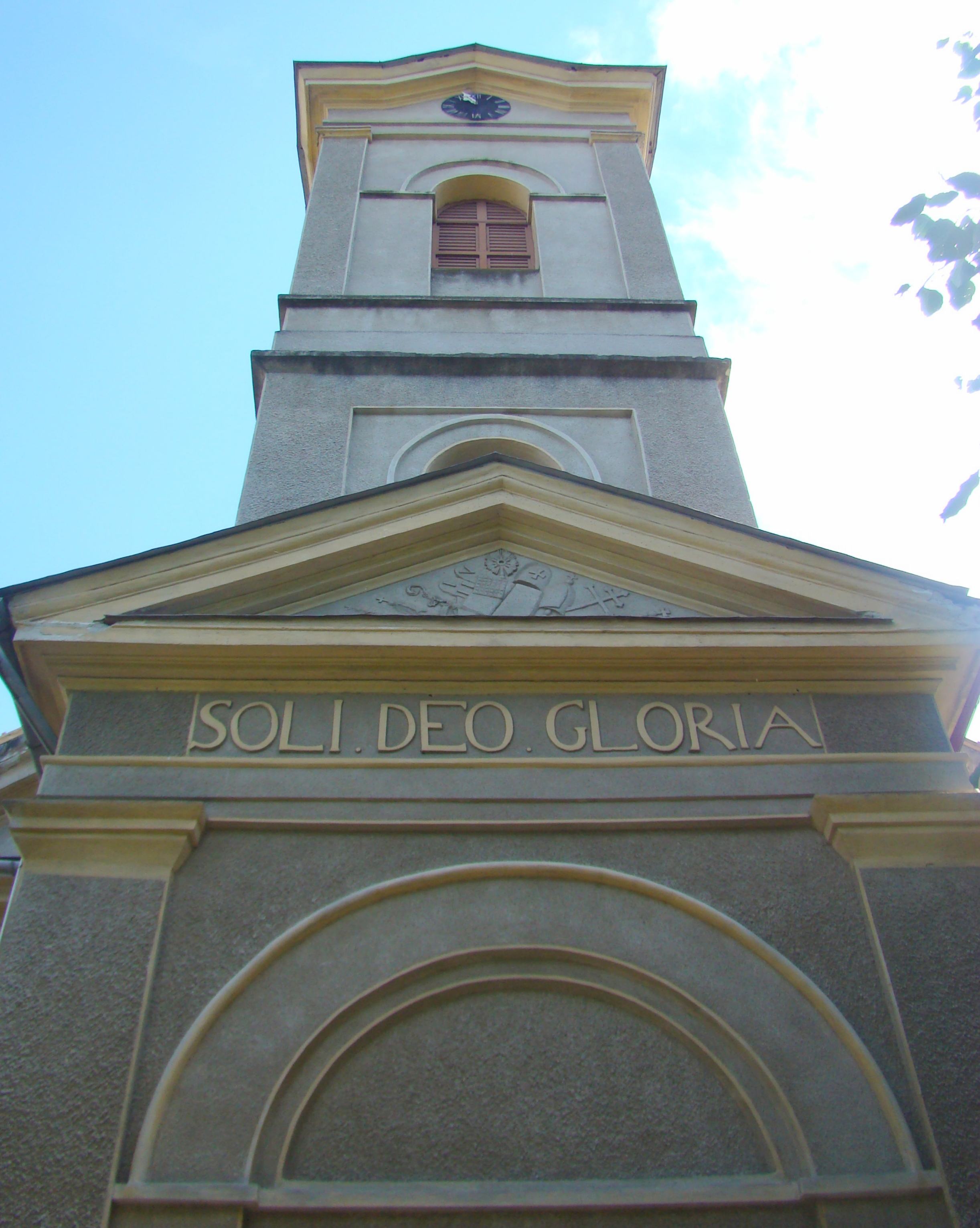
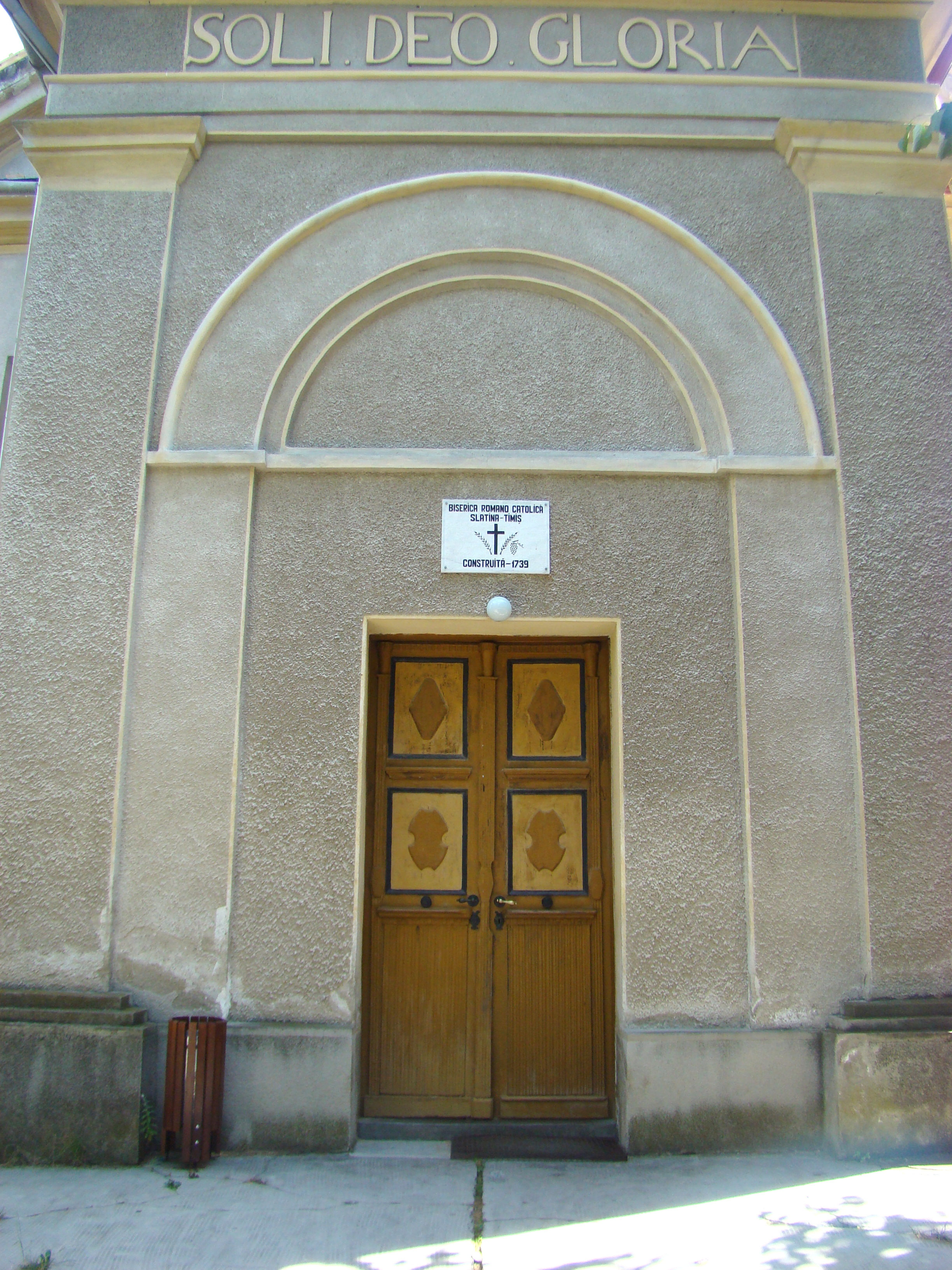
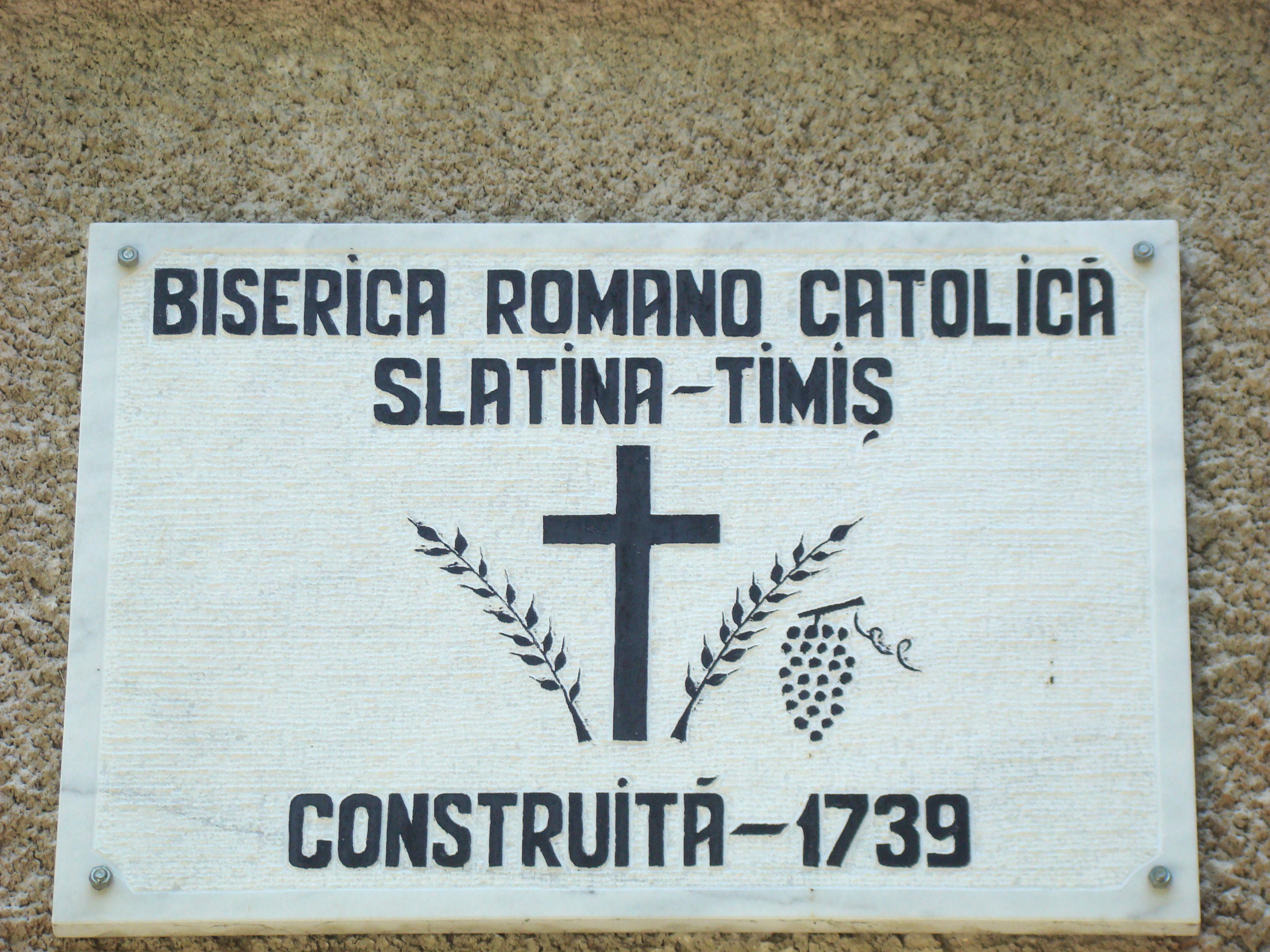
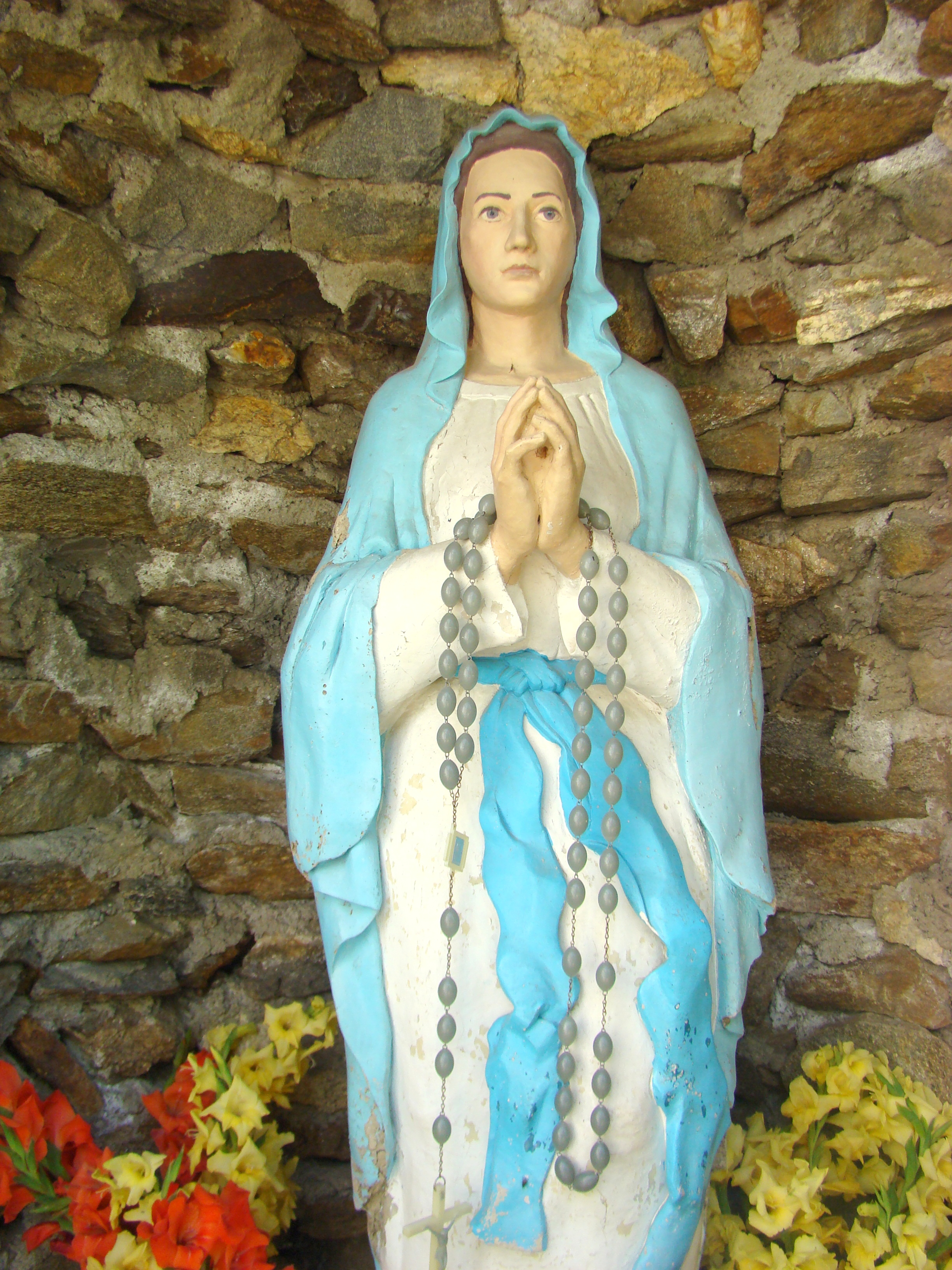
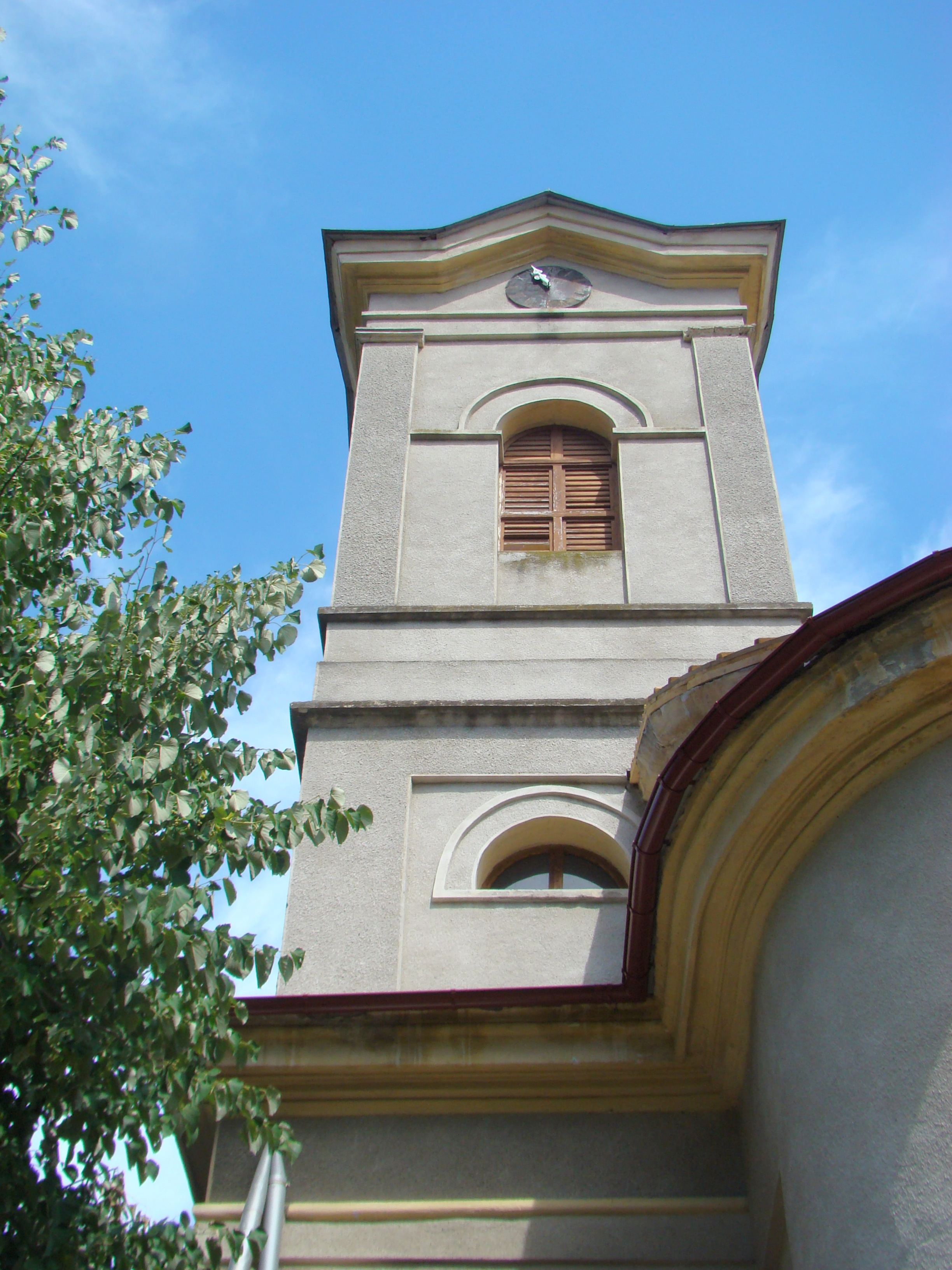
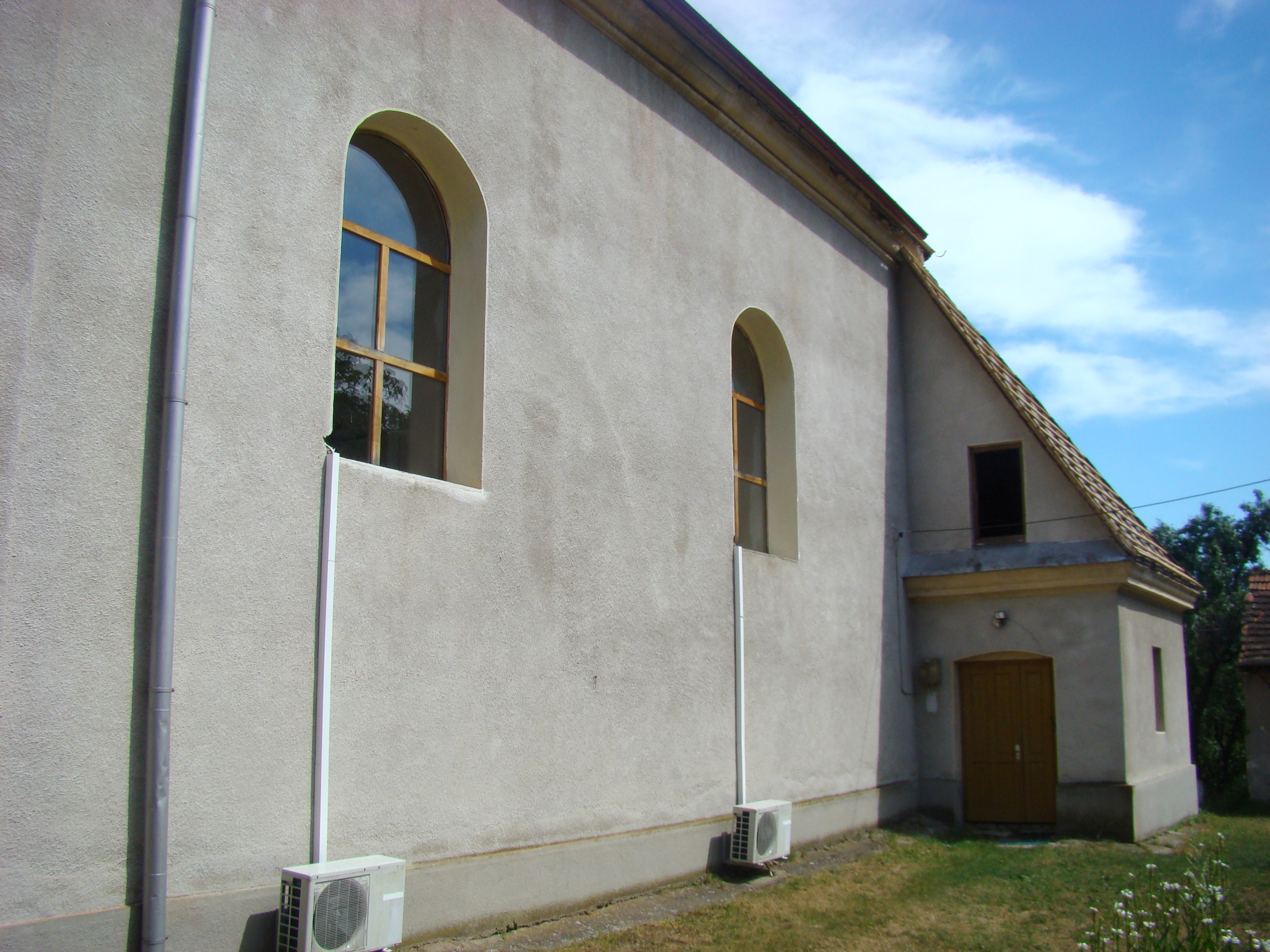
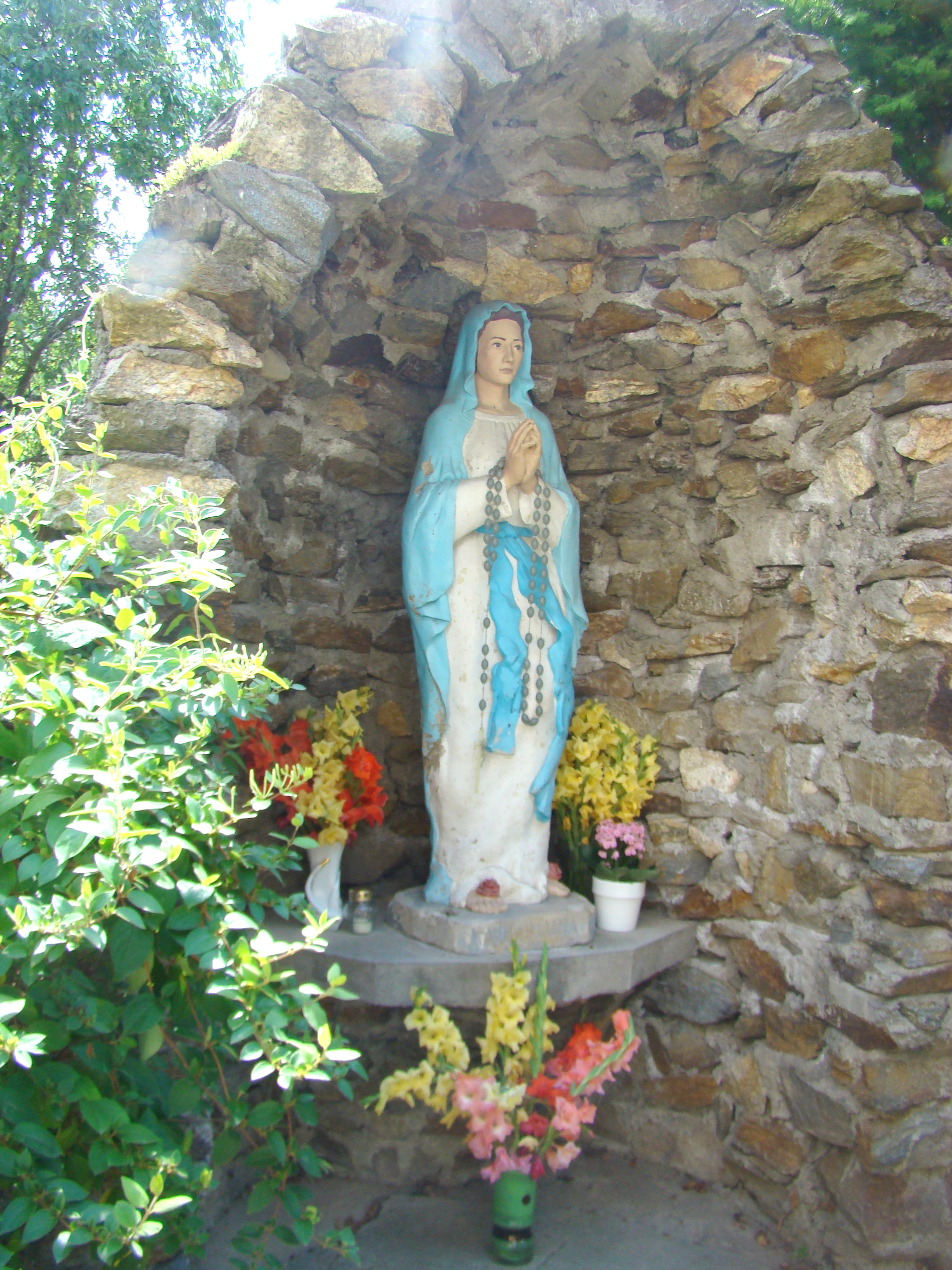
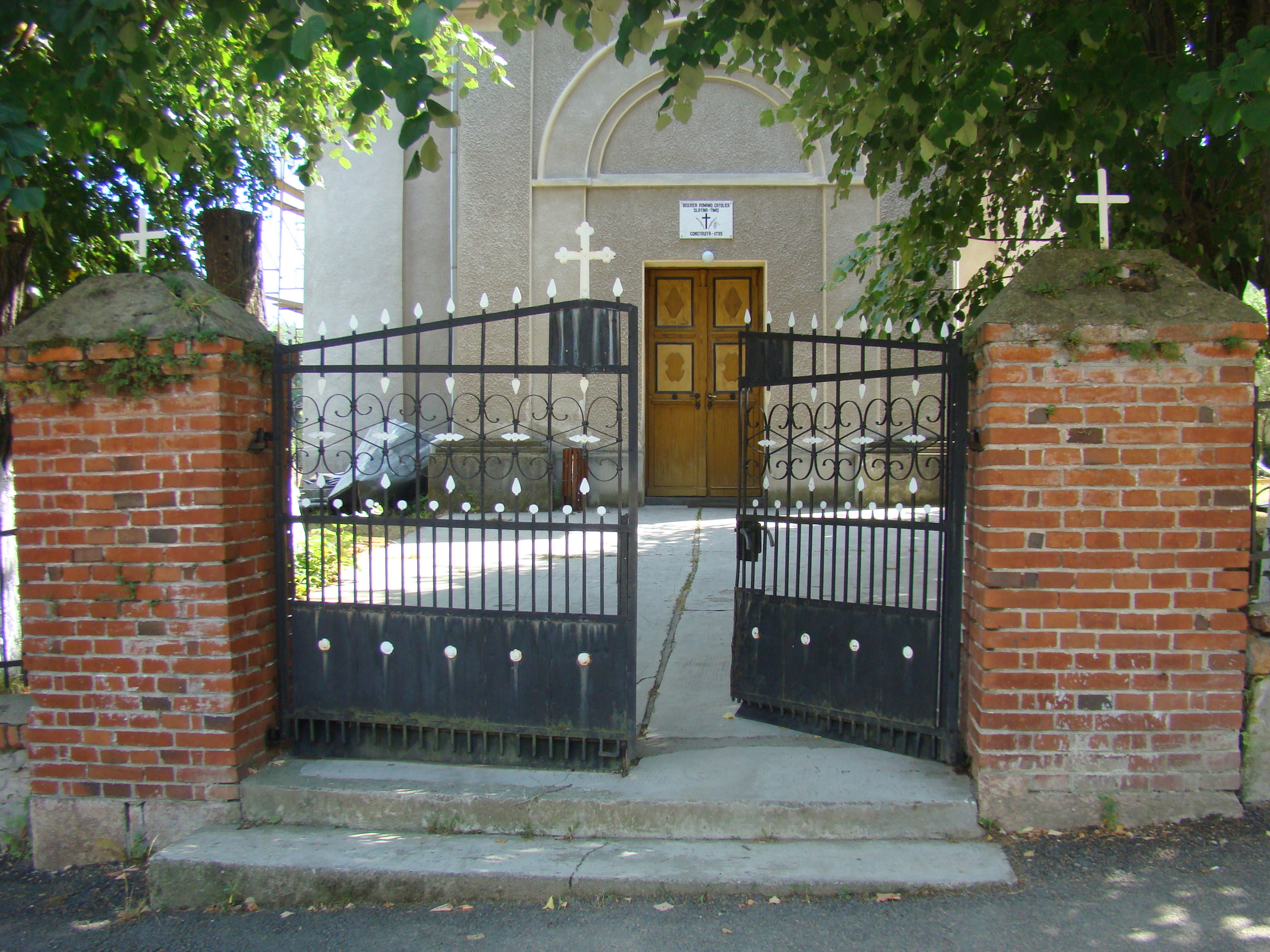

## Vezi și
- Slatina-Timiș, Caraș-Severin